# Michelle Uhrig
Michelle Uhrig (* 20. Januar 1996 in Berlin) ist eine deutsche Eisschnellläuferin.

## Karriere
Ihre Karriere begann sie am 1. April 2009 im Sportclub Berlin (SCB) und im Eissportverein Berlin. Sie startet seit dem 1. Januar 2016 für den Berliner TSC.
Im russischen Kolomna belegte sie den dritten Platz in der Teamverfolgung. Bei den Olympischen Winterspielen in Südkorea startete sie auf der 1000-Meter-Distanz und gab ihr Debüt als Olympiasportlerin.
Michelle Uhrig ist Polizeimeisterin bei der Bundespolizei. Ihre Ausbildung absolvierte sie an der Bundespolizeisportschule Bad Endorf. Sie studiert darüber hinaus Psychologie an der Deutschen Hochschule für Gesundheit und Sport (DHGS).